# Nalur
Nalur (em inglês:  Nallur, em tâmil:  நல்லூர், em cingalês:  නල්ලුර් ) é uma cidade no atual distrito de Jaffna, no Sri Lanca, situada cerca de 3 km a sul do centro da cidade de Jaffna. A cidade foi a capital do extinto reino de Jafanapatão.